# Jeanlouis Cornuz
Pour les articles homonymes, voir Cornuz.
Jeanlouis Cornuz, né le 17 février 1922 à Lausanne et mort le 14 octobre 2007, est un enseignant, journaliste et écrivain suisse vaudois.

## Biographie
Jeanlouis Cornuz fait des études de lettres à l'Université de Lausanne ainsi qu'à l'Université de Zurich, puis séjourne en Allemagne et aux États-Unis. Traducteur au Tribunal de Nuremberg en 1946, il enseigne toute sa vie, en Suisse essentiellement, au gymnase de la Cité de Lausanne, mais également en Amérique.
Chroniqueur et journaliste, il collabore pendant de longues années au journal Coopération ainsi qu'à Domaine public dans lequel il donne ses notes de lecture, à Carrérouge et Pour l'Art. Il est rédacteur responsable de L'Essor de 1995 à 1998. Sur le plan de son engagement politique, il anime après-guerre à Lausanne un cercle sartrien proche du Rassemblement démocratique révolutionnaire français, puis est député du POP au Grand Conseil vaudois. 
Jeanlouis Cornuz publie de nombreux essais, consacrés à Jules Michelet, André Dhôtel, Victor Hugo et Gottfried Keller. Auteur de pièces pour la radio et le théâtre, il écrit plusieurs romans : Le réfractaire (1964), Parce que c'était toi (1966), Le professeur (1981), Les caprices (2000) dans lesquels il évoque la vie lausannoise de l'immédiat avant-guerre et durant la guerre. Il s'agit le plus souvent de romans d'éducation qui mettent en scène des protagonistes en porte-à-faux avec la société. Depuis les années 1990, Cornuz élabore une trilogie romanesque s'appuyant sur l'histoire récente de l'Europe, Les désastres de la guerre. Le tome 3 paraît en 2003, sous le titre Le complexe de Laïos, dans lequel l'auteur y exprime tout son pessimisme quant à l'avenir de l'humanité. 
Jeanlouis Cornuz est également germaniste et traducteur de Ernst Wiechert, Walter Diggelmann, d'Urs Schwarz, de Wolfgang Leonhard et Gottfried Keller.

## Quelques publications
- La vieille femme, Éd. du Viaduc, 1954 (Roman) (OCLC 84132906)
- Le réfractaire, Rencontre, 1964 (Roman) (OCLC 49486851)
- Parce que c'était toi, La Baconnière, 1966. (Roman) (OCLC 156912362)
- Les USA à l'heure du LSD, La Baconnière, 1968. (OCLC 7563584)
- Reconnaissance d'Edmond Gilliard, L'Âge d'homme, 1975
- Jean-Claude Stehli, Centre d'art Les Fontaines, 1978
- La Grande année 1968 ; ill. Thierry Rollier, Éd. de la Thièle, 1979
- Le Professeur, Favre, 1981. (Roman)
- Portraits sans réserve, Plaisir de lire, 1983
- Olsommer ; en collab. avec Fabienne Luisier, Centre d'art Les Fontaines, 1998
- Les désastres de la guerre, L'Âge d'homme, 1994. (Roman)
- Les caprices : Les désastres de la guerre II, L'Âge d'homme, 2000
- Le complexe de Laïos : Les désastres de la guerre III, L'Âge d'homme, 2003

## Récompenses
- 1981 : Prix des écrivains vaudois

## Sources
- « Jeanlouis Cornuz », sur la base de données des personnalités vaudoises sur la plateforme « Patrinum » de la Bibliothèque cantonale et universitaire de Lausanne.
- Roger Francillon, Histoire de la littérature en Suisse romande, vol 3, p. 328. (OCLC 36411600)
- Alain Nicollier, Henri-Charles Dahlem, Dictionnaire des écrivains suisses d'expression française, vol 1, p. 282. (OCLC 32131872)
- H.-Ch. Dahlem, Sur les pas d'un lecteur heureux guide littéraire de la Suisse, p. 138